# Успенский собор на Городке (Звенигород)
Собо́р Успе́ния Пресвято́й Богородицы на Городке́ (Успе́нский собо́р) — православный храм в городе Звенигороде Московской области, памятник раннемосковского зодчества. Построен на рубеже XIV и XV веков. Внутри собора сохранились росписи начала XV века, приписываемые Андрею Рублёву и Даниилу Чёрному. С 1995 года имеет статус подворья Саввино-Сторожевского ставропигиального монастыря.

## История храма
Собор Успения Пресвятой Богородицы был выстроен в древней части Звенигорода, на так называемом Городке — крепости, обнесённой валами, частично сохранившимися и до наших дней. Заказчиком строительства был звенигородский князь Юрий Дмитриевич, младший брат московского князя Василия I. Строителями собора были московские мастера, незадолго до этого построившие в Москве придворную церковь Рождества Богородицы на Сенях. Предполагают, что первоначально и звенигородский храм был посвящён Рождеству Богородицы, что подтверждается обнаруженной в 2019 году стенной надписью.
Звонница собора была построена в начале XIX века. В том же столетии был упразднён существовавший первоначально в дьяконнике придел в честь великомученика Георгия.
К началу XIX века Городок был практически заброшен, поэтому в приход собора входили только окрестные деревни и солдатская слободка.
В 1837 году храм был реконструирован: первоначальные килевидные закомары и кокошники были стёсаны и заменены четырёхскатной деревянной кровлей поверх сводов, некоторые окна расширены, старинные фрески по большей части сбиты. 

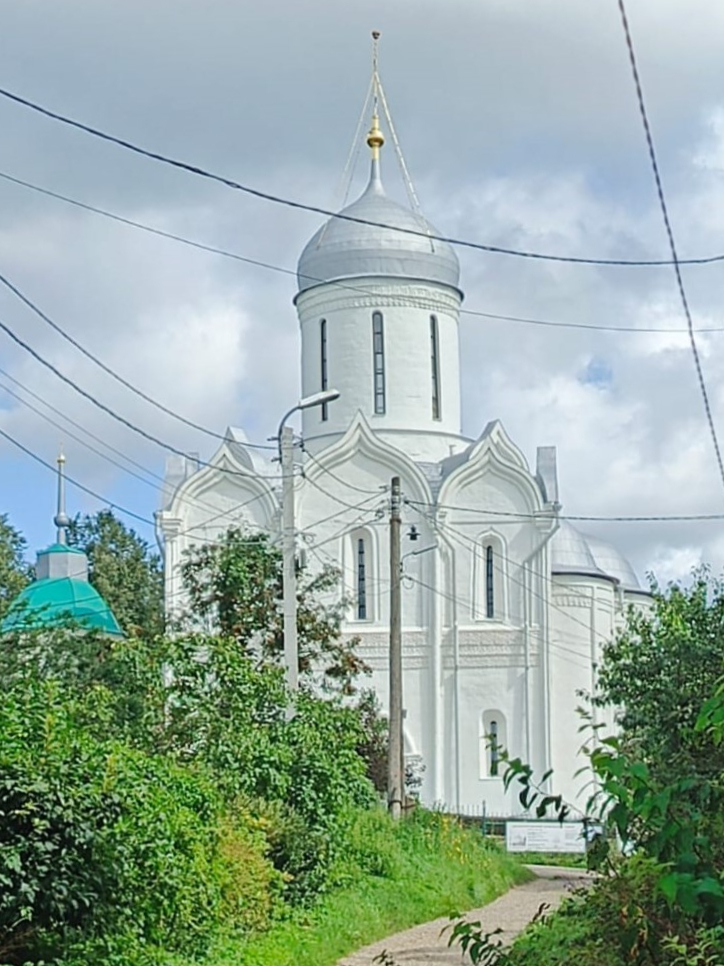
Успенский собор на Городке в финальной стадии реставрации, август 2025 года.

В 1918 году реставраторы во главе с Игорем Грабарём частично разобрали поздний иконостас, раскрыв остатки первоначальных росписей.
Собор был закрыт в 1930-х годах, вновь открыт в 1946 году. С конца 1990-х годов является подворьем Саввино-Сторожевского монастыря.
После 2009 года началась комплексная реставрация, в основном завершившаяся к концу 2024 года. В её ходе были восстановлены все девять закомар и четыре угловых кокошника, причём использовались сохранившиеся под поздней кровлей фрагменты. Однако характерный для архитектуры Московского княжества внутренний ярус кокошников восстанавливать не стали, так о его форме оказалось недостаточно сведений. Кроме того, оконные проёмы снова сделаны узкими, отремонтирован резной фриз, капители полуколонн и другие украшения.

## Архитектура
Успенский собор — первый из четырёх сохранившихся белокаменных московских храмов конца XIV — первой четверти XV века: собора Рождества Богородицы Саввино-Сторожевского монастыря (также построенного по заказу князя Юрия Звенигородского), Троицкого собора Троице-Сергиевой лавры и собора Нерукотворного образа Спасителя Спасо-Андроникова монастыря в Москве.

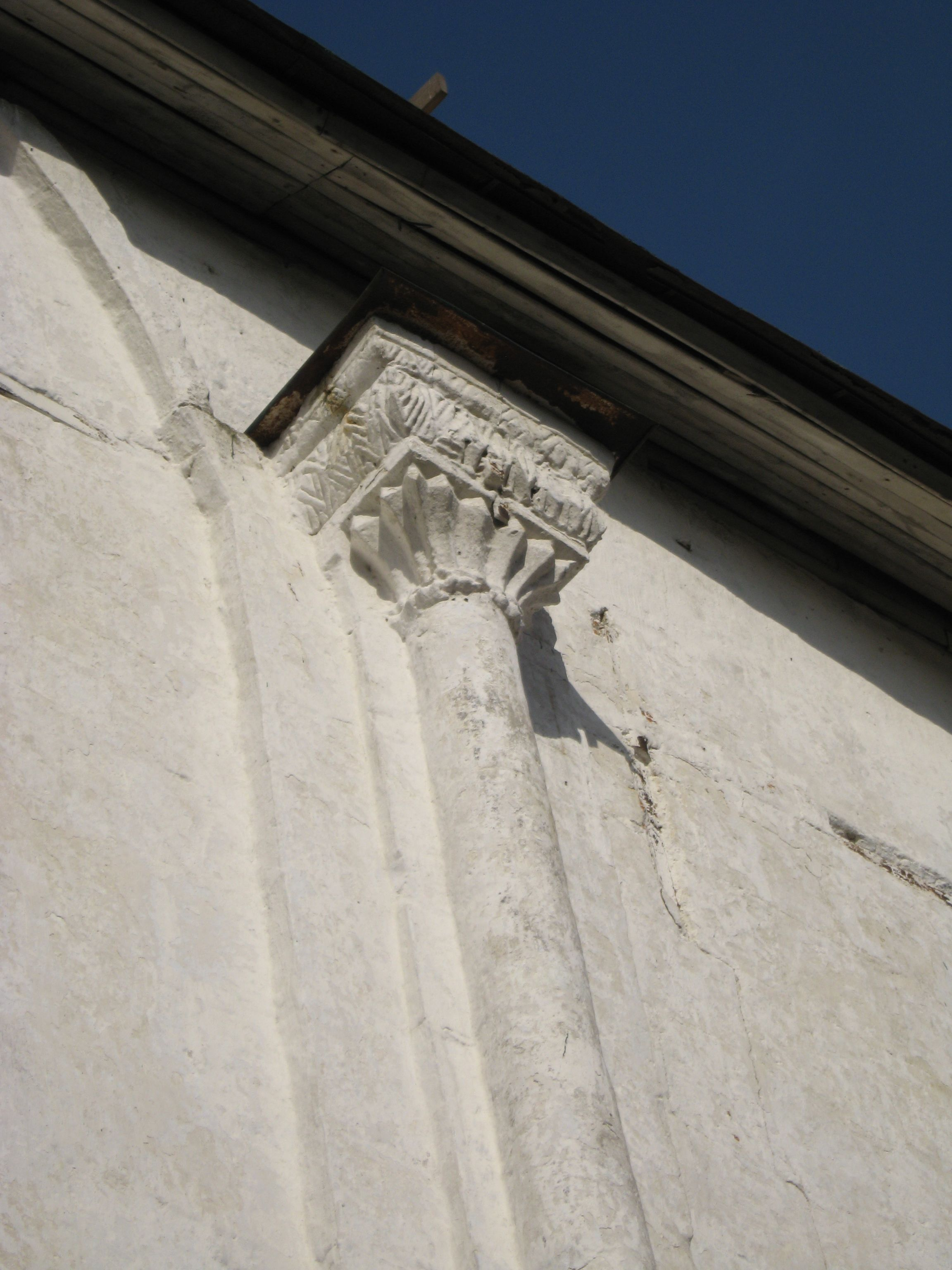
Капитель

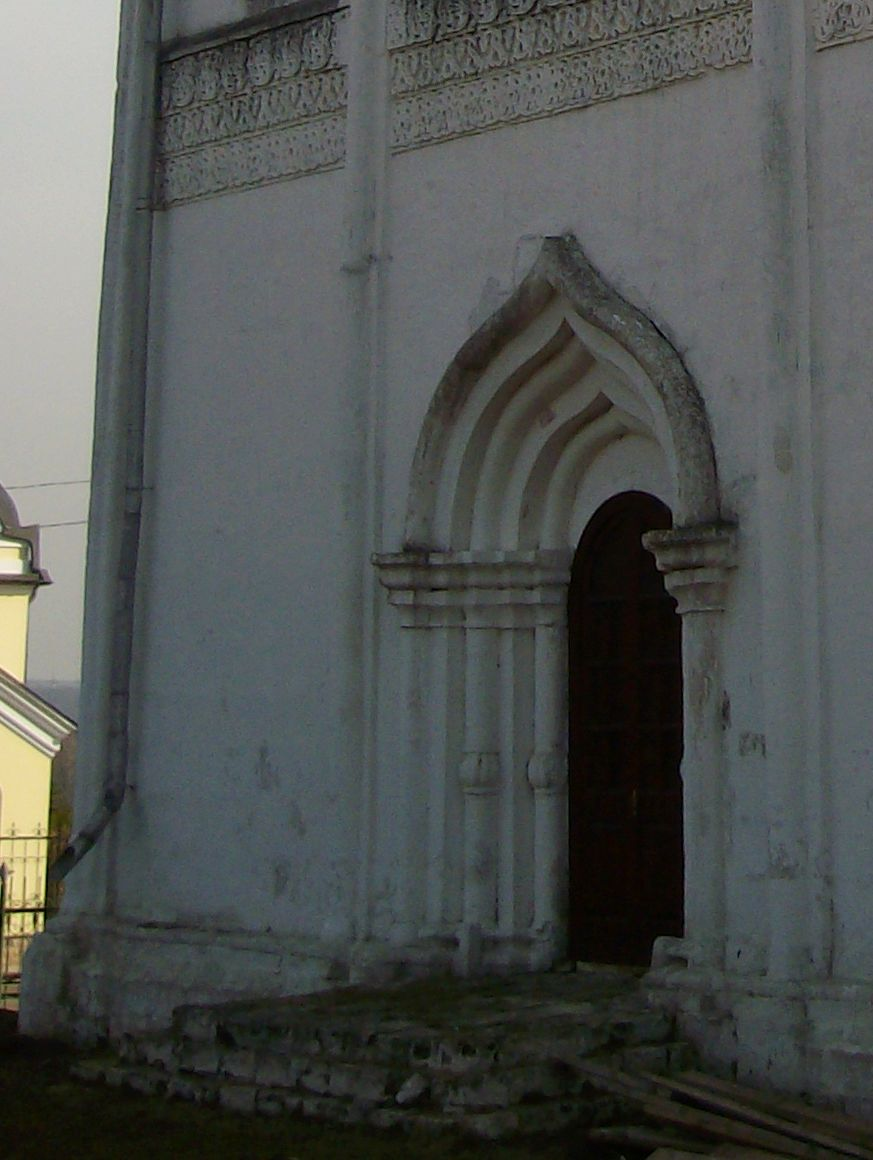
Перспективный портал

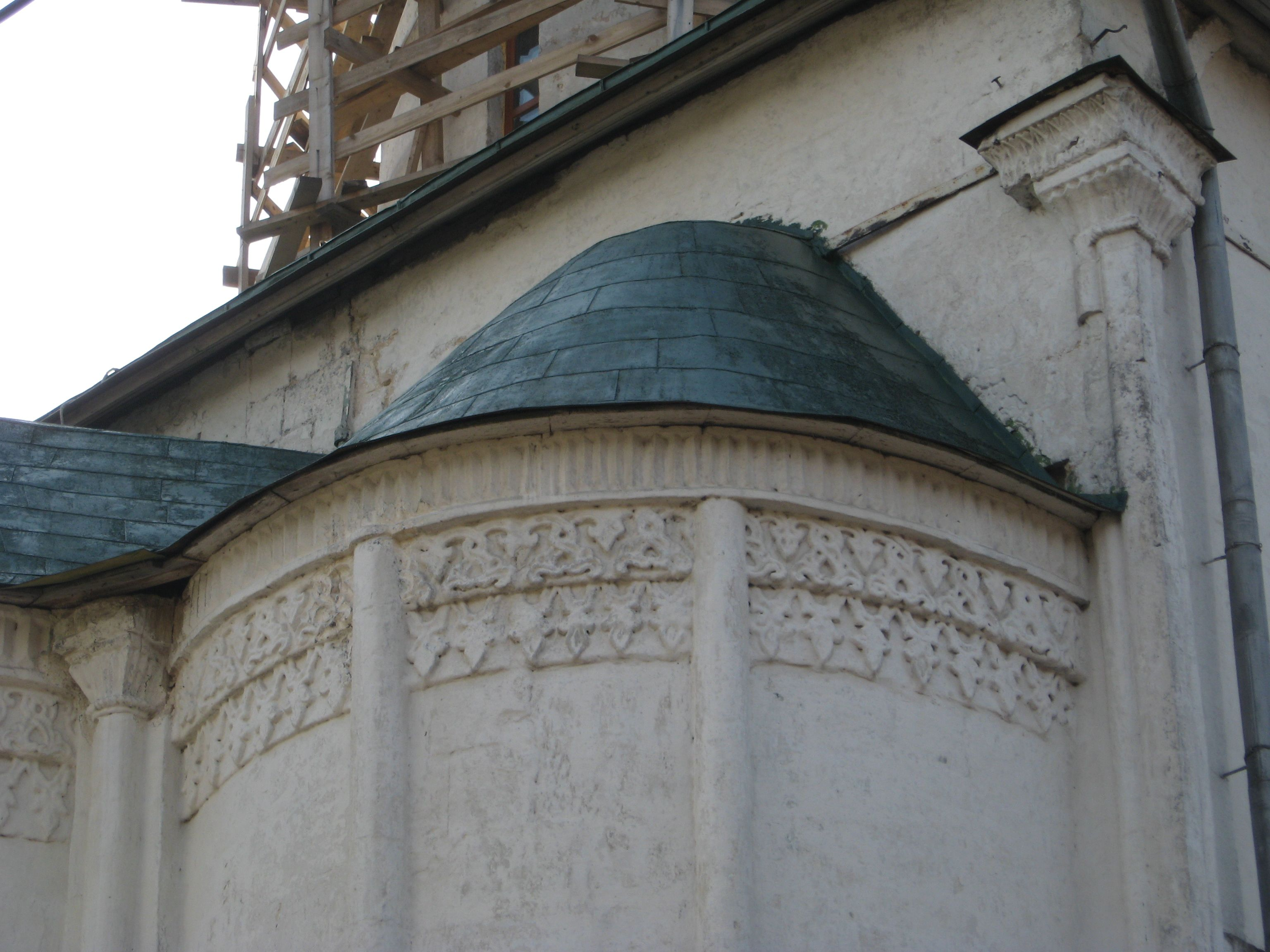
Апсида

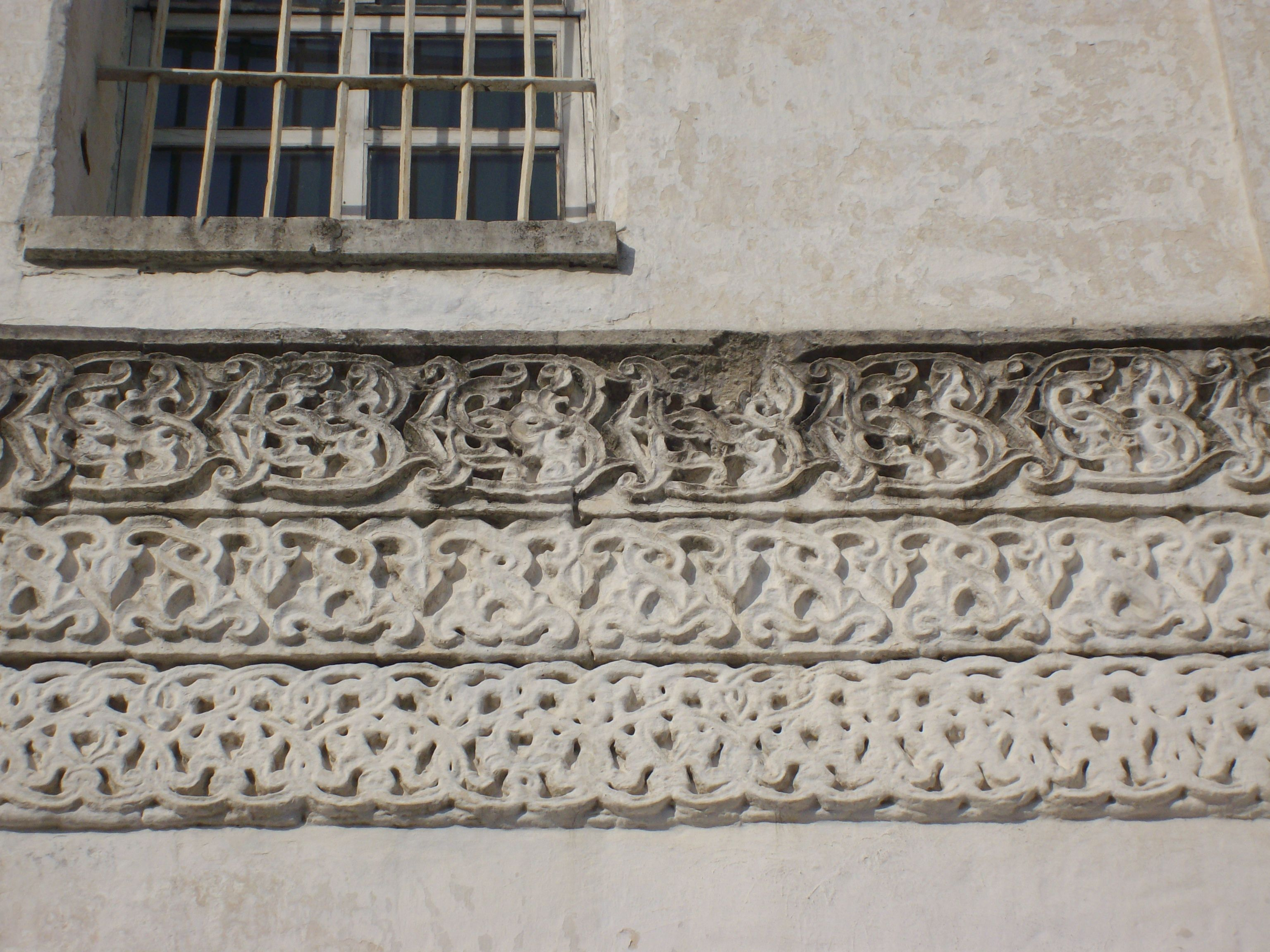
Орнаментальный пояс на фасаде

Архитектура Успенского собора, как и других московских построек того времени, была сознательно ориентирована на зодчество Владимиро-Суздальского княжества XII — первой трети XIII века. Вместе с тем, московские постройки имеют ряд характерных отличий от своих домонгольских прототипов. Успенский собор — это небольшой крестово-купольный четырёхстолпный храм, увенчанный одним куполом. С восточной стороны храм имеет три алтарные апсиды; западный, южный и северный фасады храма имеют традиционное деление на три вертикальные прясла, завершённые закомарами. Вертикальные членения фасадов выполнены в форме лопаток с примыкающими к ним тонкими полуколонками, завершёнными изящными резными «сноповидными» капителями. Такими же полуколонками разделены и алтарные апсиды, а их стены декорированы тонкими вертикальными тягами. Широкая тройная лента резного растительного орнамента, сменившего аркатурно-колончатый пояс домонгольских построек, делит фасады храма по горизонтали. Верхнюю часть алтарных апсид и барабана купола украшает двойная лента из такой же каменной резьбы. В центральных пряслах фасадов располагаются обрамлённые арками на колоннах перспективные порталы. Узкие и вытянутые по вертикали окна (первоначальные сохранились только в верхних боковых частях фасадов и посередине центральной апсиды) также имеют тонкое обрамление. Кровля храма имеет позакомарное покрытие. Помимо закомар, завершающих каждое из прясел, ступенчатый верх собора усложнён четырьмя угловыми закомарами-кокошниками; первоначально имелся также пояс декоративных кокошников в основании барабана купола. В отличие от владимиро-суздальского зодчества, формы закомар и кокошников, а также окон и порталов были сделаны килевидными, что являлось важнейшей чертой всей московской архитектуры XIV—XV веков.
Храм поставлен на высокий подклет. Лёгкое сужение всех его форм кверху подчеркивает стройность здания. Его высота и устремлённость вверх подчёркнуты также ступенчато-повышенной конструкцией сводов, выраженной снаружи через усложнённую форму кровли. Особенностью внутренней конструкции собора является смещение пары восточных столбов к алтарным апсидам, что позволило расширить центральное подкупольное пространство. Из-за этого внешние членения фасадов здания не соответствуют внутренним. Подобный же архитектурный приём был использован и в соборе Троице-Сергиева монастыря. Однако здесь он выполнен более деликатно, благодаря чему композиция здания не утрачивает гармонии и зрительного равновесия. Данью домонгольской традиции являются расположенные в западной части интерьера хоры, отсутствующие в последующих московских храмах.
Изящество пропорций и красота богатого декоративного убранства выделяют храм из числа других соборов того же времени.

## Фрески и иконы

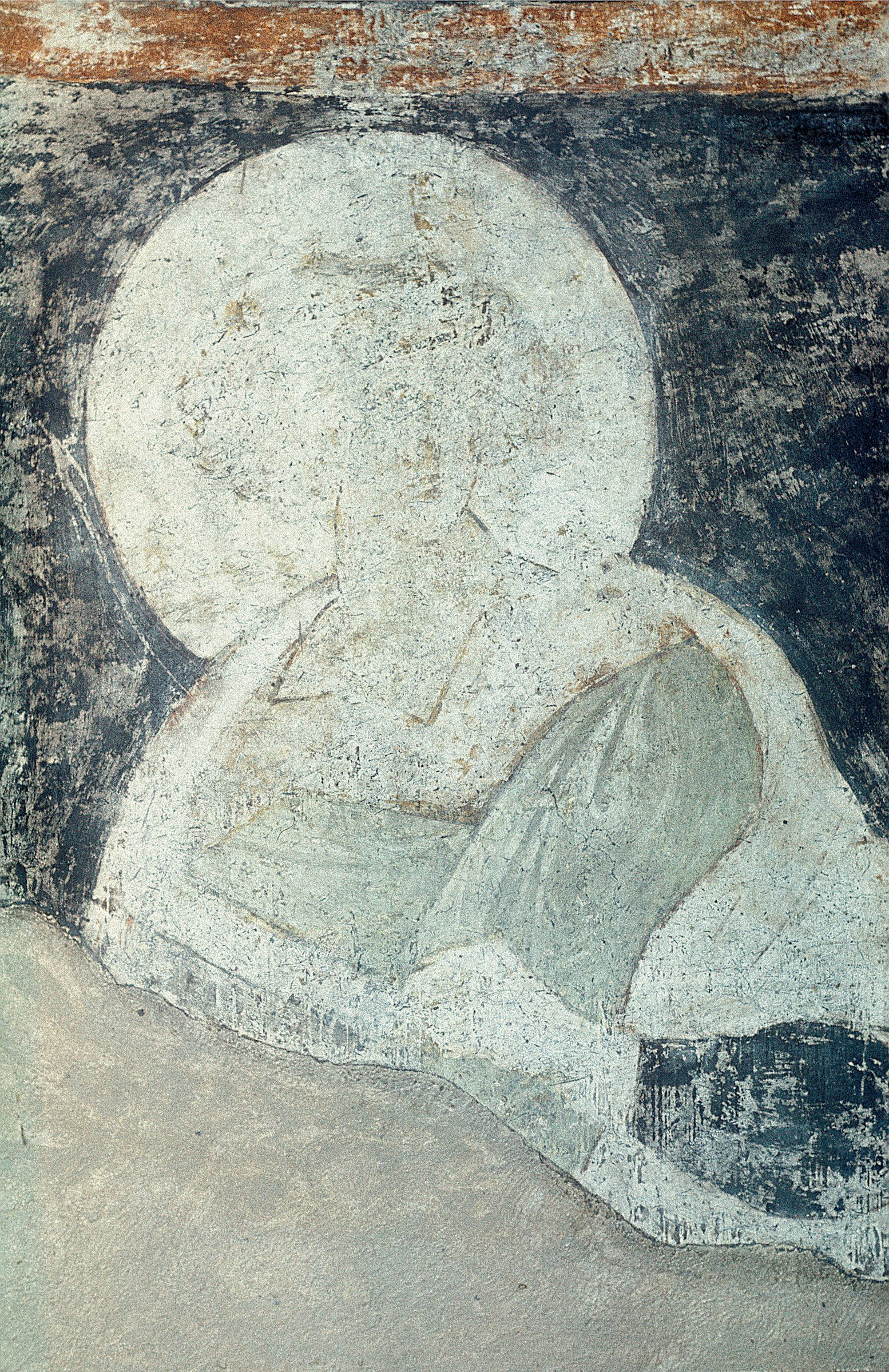
Пророк Даниил

Сразу же после постройки Успенский собор был расписан фресками, создатели которых, по-видимому, происходили из московской придворной среды. Росписи сохранились лишь отдельными фрагментами, раскрытыми в 1918 году экспедицией Комиссии по сохранению и раскрытию древнерусской живописи под руководством Николая Протасова в составе художника-реставратора Григория Чирикова, столяра П. П. Кодичева и фотографа О. Н. Крашенинникова. В том же году в отчёте, составленном Игорем Грабарем, было высказано и первое предположение об авторстве фресок: «…краски дают богатую гамму тонов, которая, в связи с общим характером рисунка и типов ликов, заставляет говорить о руке мастера рублёвской школы».
Раскрытые фрагменты первоначальной живописи располагаются в барабане купола, в алтаре, на восточных столбах-пилонах и северной стене храма, в северо-западном углу хор. Остальные сохранившиеся росписи храма были выполнены в 30-х годах XIX века.
В барабане купола были представлены в два яруса праотцы, а ниже поясные фигуры пророков, из которых сохранилось изображение пророка Даниила. Уже эти фрагменты росписи дают представление об особом стиле раннего XV века, сочетающего в себе мощь крупных, представленных в движении фигур и нежные, прозрачные краски, лёгкость драпировок и изящество тонких кистей рук и ступней ног.
Небольшой фрагмент фрески на северной стене храма, закрытый после реставрации боковым крылом иконостаса, был определён Виктором Филатовым как часть большой сцены Успения Богоматери.

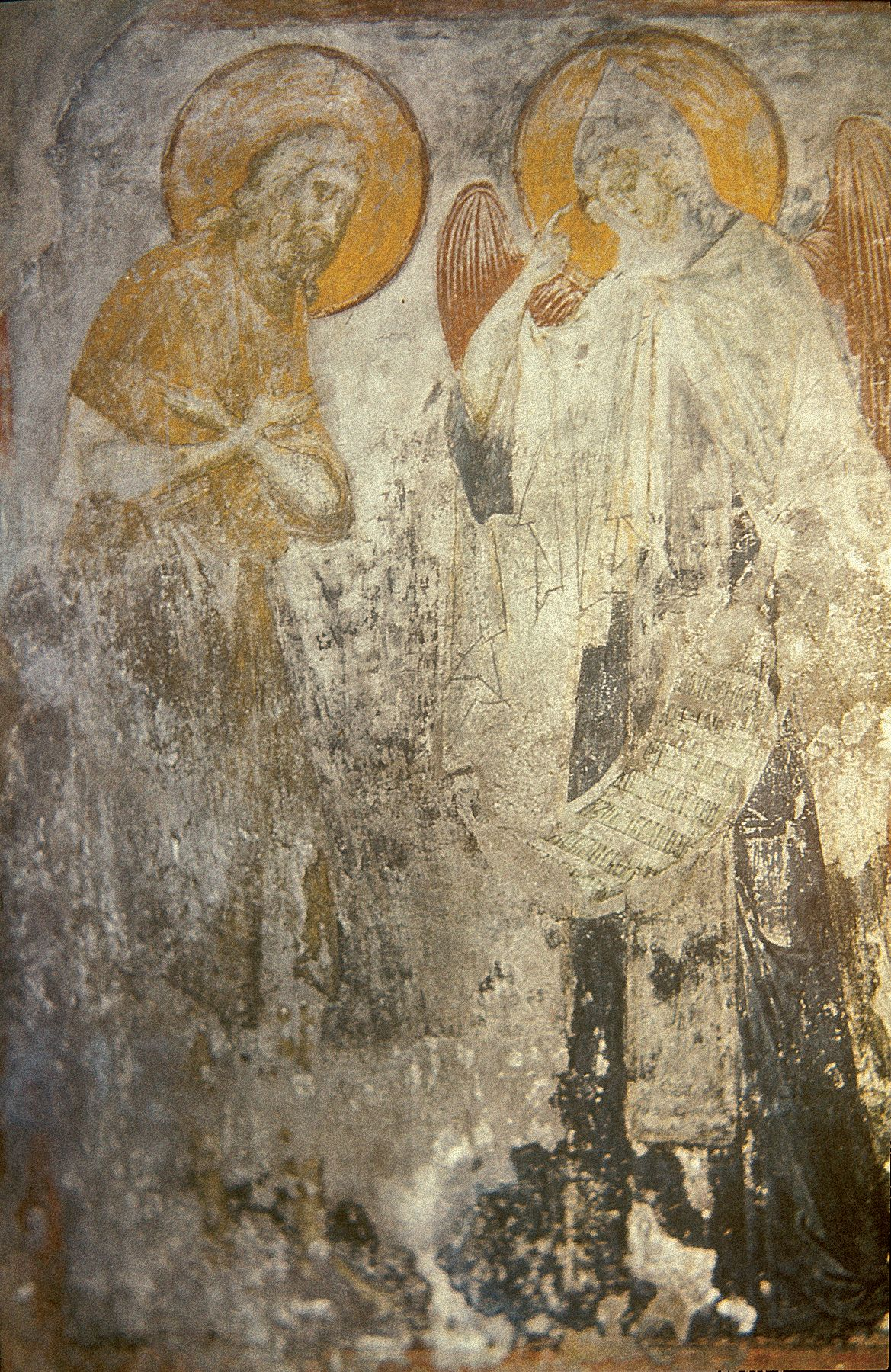
Ангел вручает преподобному Пахомию общежительный монашеский устав

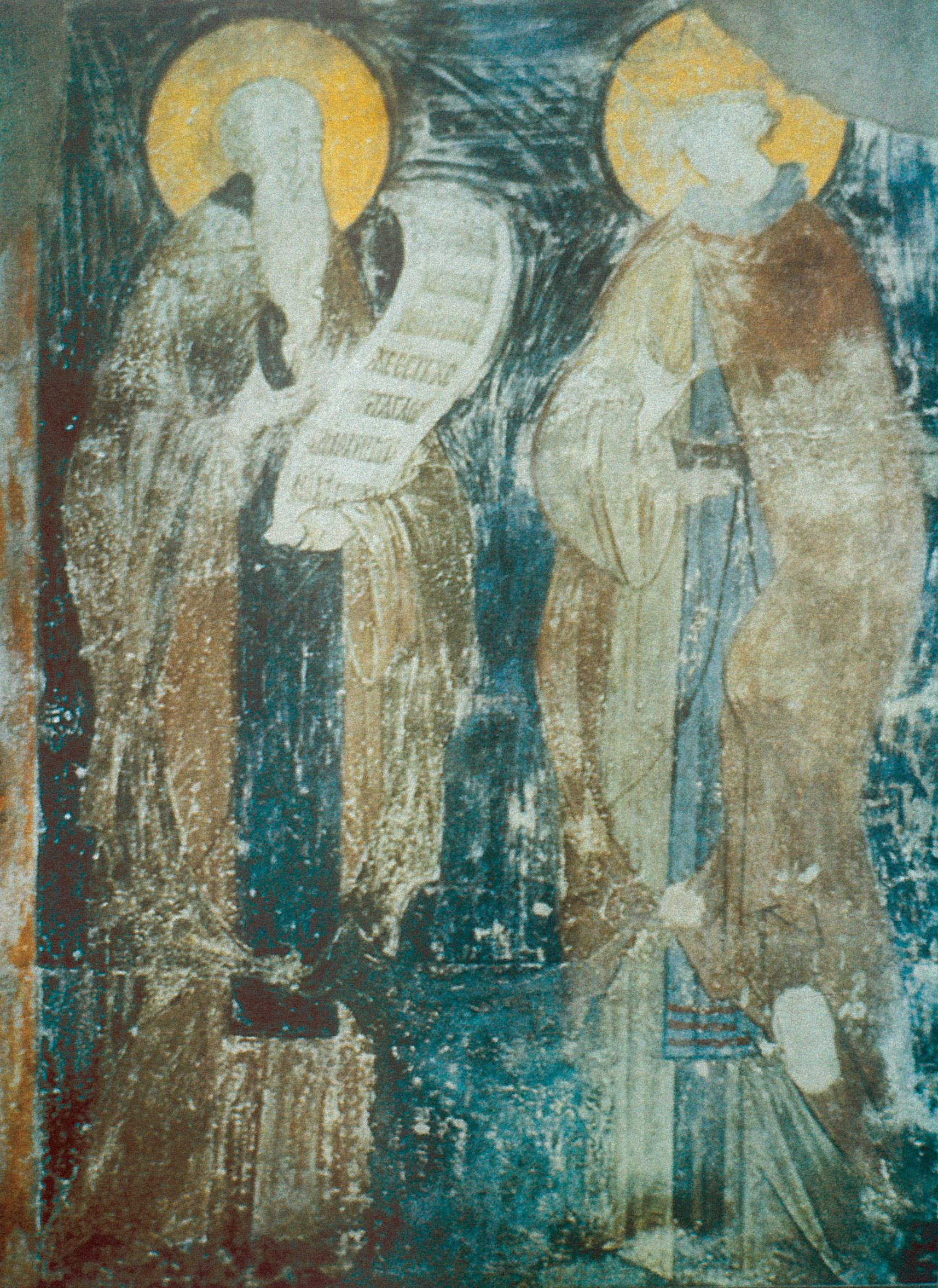
Преподобный Варлаам и царевич Иоасаф

Полнее всего сохранились росписи восточных столбов-пилонов, закрытые ранее высоким иконостасом и поэтому не тронутые при позднейших ремонтах храма. На их широких плоскостях, обращённых на запад к молящимся в храме, представлены три регистра изображений. В верхнем регистре изображены два медальона с полуфигурами святых мучеников и целителей Флора и Лавра. Их изображения на предалтарных столпах встречаются ещё в домонгольских древнерусских храмах, к примеру, в соборе Антониева монастыря в Новгороде. Святые Флор и Лавр показаны здесь не только как целители тела, но и как исцелители человеческих душ. Ниже расположены высокие Голгофские кресты. Возможно, что эти композиции были закрыты иконами праздничного и деисусного чинов иконостаса.
В нижнем ярусе представлены две сцены. Слева, на северном столпе изображено дарование ангелом монашеского устава преподобному Пахомию, а справа на южном столпе — беседа преподобного Варлаама с его учеником индийским царевичем Иоасафом. Оба этих сюжета представляют собой исключительное явление. Они показывают, с каким вниманием строители храма и их современники относились к теме монашеского подвига. Если повышенный интерес к проповеди идеалов монашества был характерен для древнерусской культуры и раньше, то расположение подобных сюжетов вблизи алтаря на самом видном месте в храме было чем-то особенным. Это тем более необычно, что Успенский собор был построен как городской княжеский, а не монастырский храм. Сцена с преподобным Пахомием передаёт предание о божественном происхождении общежительного монашеского устава, дарованного Пахомию ангелом, который изображён здесь в монашеских одеждах, поучающим преподобного. В сцене беседы преподобного Варлаама с царевичем Иоасафом, обращённым им в христианство, также звучит мотив духовного наставничества. На развёрнутом свитке в руке Варлаама написан текст его поучения: «Поведаю тебе, чадо, о бисере бесценном, которым является Христос…» Этот сюжет напоминает взаимоотношения самого Юрия Звенигородского и его духовного отца преподобного Саввы Сторожевского.

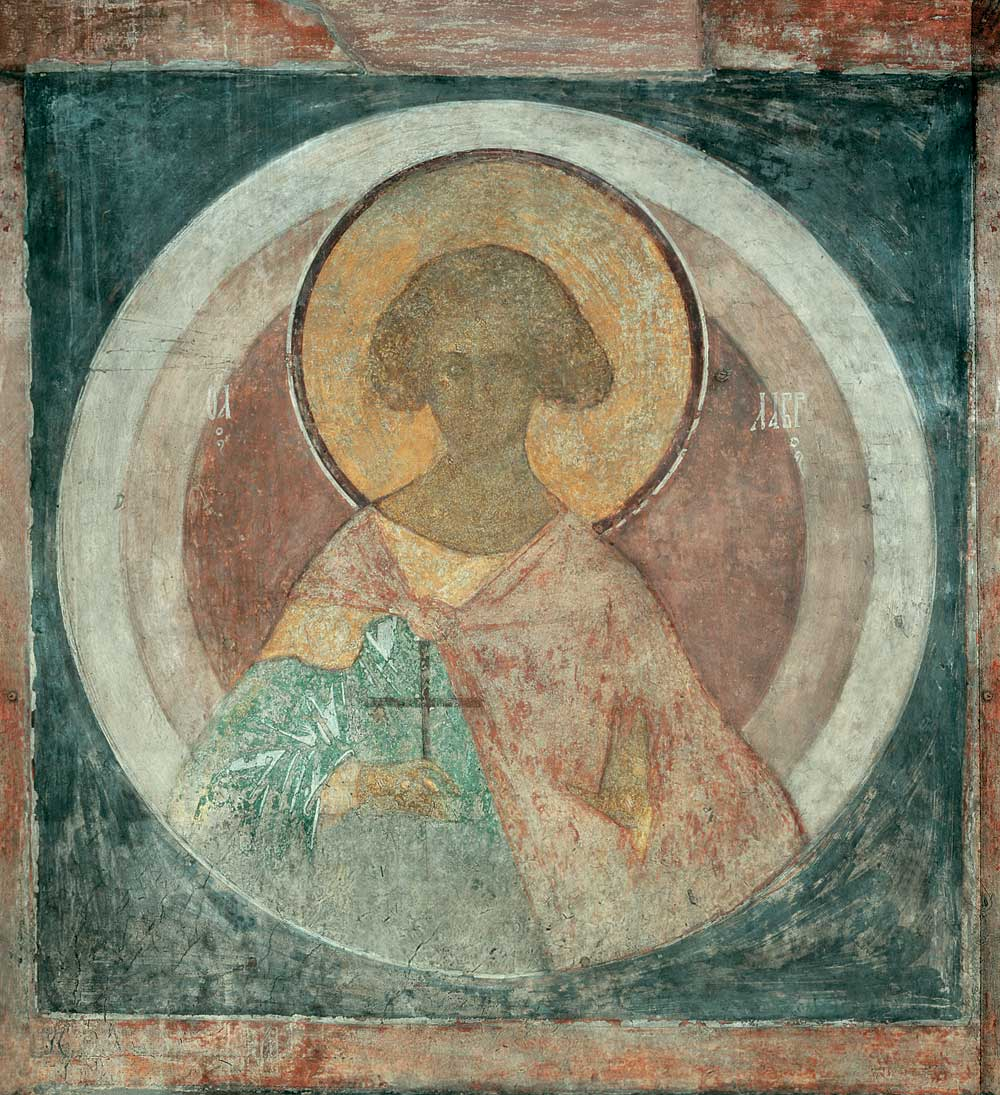
Мученик Лавр

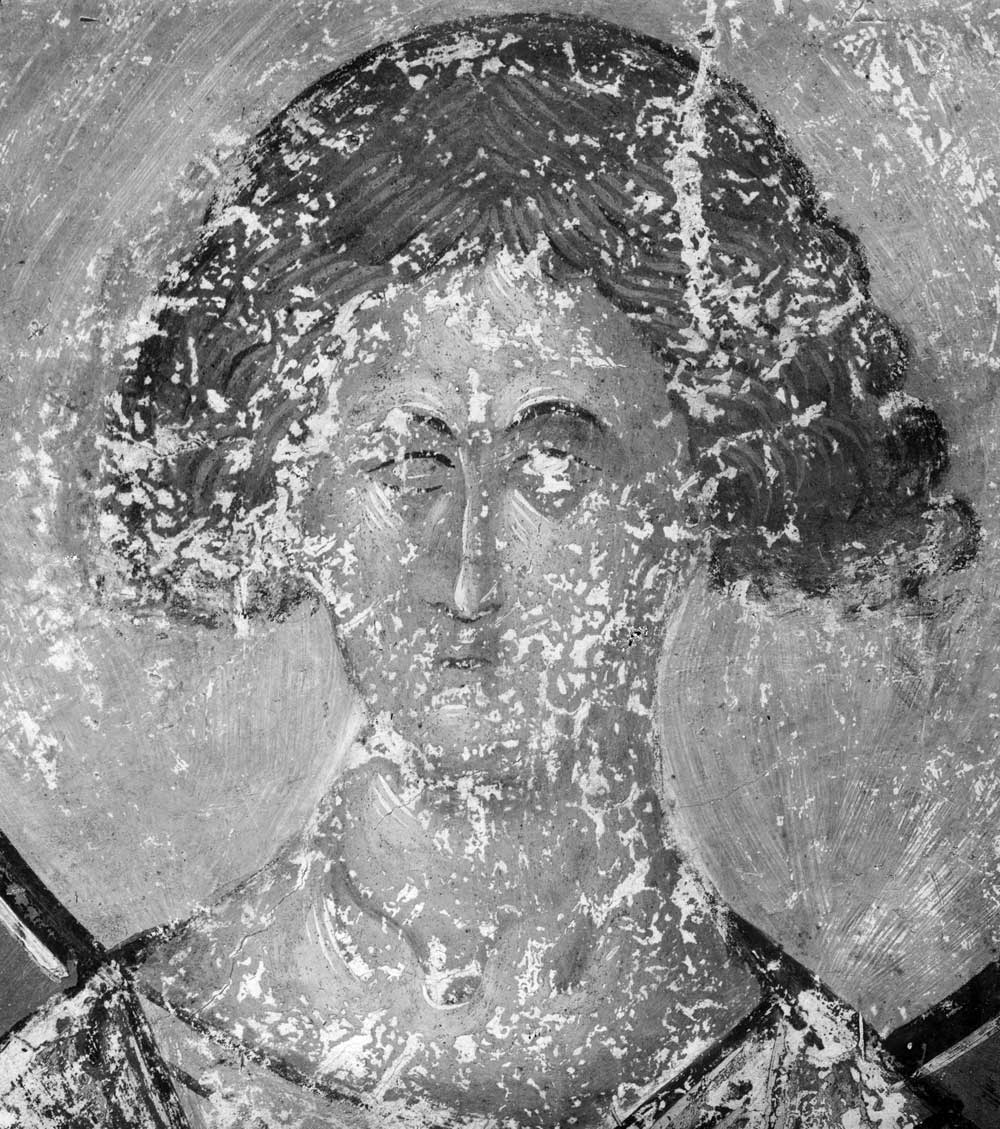
Мученик Лавр. Лик

Обе сцены фактически представляют собой фресковые иконы, входившие в местный ряд иконостаса вместе с другими образами, написанными на досках. Они были исполнены, по-видимому, двумя разными мастерами. Во фресках пилонов ярко проявляются характерные черты московской живописи XV века: узкие фигуры с небольшими головами и маленькими конечностями, изящные, струящиеся линии, в особенности красивые силуэты полуфигур мучеников, похожие на перевёрнутые чаши. Драпировки кажутся наполненными воздухом и не прилегающими плотно к телам. Рельеф кажется округлым, словно выточенным. Особый тип ликов с как бы припухшими бровями и готовыми закрыться глазами создаёт особое состояние сосредоточенности и тишины. То же состояние отражено и в композиции нижних сцен, передающих тихую, мирную беседу наставников и учеников. Спокойные, неспешные жесты показывают согласие и принятие учения, на божественность которого указывает поднятая вверх рука ангела.

### Звенигородский чин
С Успенским собором связаны одни из самых знаменитых древнерусских икон, приписываемых кисти Андрея Рублёва. В 1918 году вместе с проведением реставрации настенной живописи собора здесь были найдены три иконы, входившие некогда в состав поясного деисусного чина: Спас Вседержитель, Архангел Михаил, Апостол Павел. В настоящее время они хранятся в собрании Третьяковской галереи. Первоначально деисусный чин должен был состоять из семи или даже девяти икон. Обстоятельства, при которых иконы были найдены, остаются до конца неизвестными. Существуют серьёзные сомнения в том, что первоначально иконы были созданы именно для этого храма, при котором были найдены. В настоящее время в соборе хранится ещё одна икона с поздним изображением Иоанна Предтечи, когда-то также относившаяся к Звенигородскому чину.
Живопись икон Звенигородского чина принадлежит к высочайшим шедеврам не только русской, но и мировой иконописи. Из всех русских произведений раннего XV века именно эти иконы наиболее близки лучшим византийским образцам, обладая так же и некоторыми специфически русскими чертами. К византийским чертам икон можно отнести их особую идеальность, эллинистическую гармонию, а также пластичность форм, не лишённых при этом лёгкости, пространственные развороты фигур. Особенности, указывающие на их русское происхождение, заключаются в повышенной роли выразительного силуэта, чистоте и звучности цвета и особой эмоциональной открытости и сердечности образов.
Стиль икон перекликается с другими произведениями круга Андрея Рублёва, а необыкновенное качество центральной иконы чина позволяет приписать её работе самого́ прославленного мастера.
|                                                            |  |  |
| Архангел Михаил. Спас, икона Андрея Рублёва. Апостол Павел |  |  |